# Полем
Поле́м (грец. Polemos) — божественне втілення війни, бог битви з почту бога війни Ареса, брат граї Еніо, син морського бога Форкія.
Аналогом Полема в римській мітології був Белум.
Піндар стверджував, що Полем був батьком богині Алали. В оповіданні Езопа повідомляється про одруження Полема за жеребом з богинею Гібрис, в котру він згодом до безтями закохався.
Геракліт вважав Полема за «царя та батька», здатного призвести все як до смерті, так і до народження: одних людей він робив рабами, інших — звільняв від рабства. Звідси незрозуміло: чи вважав Геракліт Полема за абстракцію, за бога, чи за символ війни, або ж навмисне залишив таку неоднозначність.